# Phapitreron leucotis
Phapitreron leucotis е вид птица от семейство Гълъбови (Columbidae).

## Разпространение
Видът е разпространен във Филипините.